# مسجد بريستون
مسجد بريستون رسمياً مسجد عمر بن الخطاب،[بحاجة لمصدر] مسجد سني يقع في بريستون، إحدى ضواحي ملبورن في فيكتوريا الأسترالية.
يُدير المسجدَ الجمعيةُ الإسلاميةُ في فيكتوريا، وبين عامي 2007 و2011، كان مقر رجل الدين الراحل الشيخ فهمي ناجي الإمام، الذي تم تعيينه مفتيًا عامًا لأستراليا.

## تاريخ
قبل بناء المسجد، كان المسلمون يتجمعون في منزل كان في السابق. في عام 1975 بدأ البناء واكتمل في العام التالي في عام 1976. أضيفت القبة والمئذنة في وقت لاحق. تم تمويل معظمها من قبل المسلمين والعرب البوسنيين.[بحاجة لمصدر]

### الخلفية
يدخل حوالي 800 شخص المسجد يوميًا على مدار الصلوات الخمس اليومية. بالنسبة لصلاة الجمعة، يحضر ما لا يقل عن 1000 مصل، وإذا صادف يوم الجمعة عطلة عامة، يمكن أن يرتفع هذا العدد بسهولة إلى 1500 مصلي.[بحاجة لمصدر]

### مذكرة تفاهم
في عام 2009، وقع مجلس مدينة داربين مذكرة تفاهم مع الجمعية الإسلامية في فيكتوريا (ISV). كان هذا هو الأول من نوعه في أستراليا بين مسجد ومجلس، وأدى إلى علاقة قوية ومتينة بين المجلس والمسجد. تركز المذكرة على أن يعمل المجلس والمسجد معًا في مشاريع تعود بالنفع على المجتمع. مدينة داربين هي موطن لأشخاص من 148 دولة مختلفة يتحدثون 105 لغة مختلفة. 

## مسجد الموظفين
بعد وفاة الشيخ فهمي ناجي الإمام في 24 سبتمبر 2016، كان شيخ مسجد بريستون هو محمد محمود أبو عيد، حتى تم فصله. يرأس اللجنة التنفيذية طارق خضر. 

## الخدمات
- الصلوات الخمس وصلاة الجمعة.
- صلاة التراويح في ليالي رمضان.
- صلاة عيد الفطر.
- خدمات الدفن.
- جولات المساجد للمدارس والمجموعات المجتمعية.
- خدمات الحج.
- مكتبة بها مجموعة من الكتب وأقراص دي في دي باللغتين العربية والإنجليزية.
- شخص مرخص لعقود الزواج.
- الأضاحي في عيد الأضحى.
- مشاريع الآبار الدولية.
- كفالة اليتيم الدولية.
- دروس إسلامية مسائية.
- دروس للإناث فقط (خلال النهار).
- مدرسة نهاية الاسبوع العربية.

## الخلافات
في التسعينيات من القرن الماضي، دبر أنصار الإسلاميين لرجل الدين محمد عمران انتخابات وعدّلوا دستور مسجد بريستون بينما كان الإمام الشيخ فهمي الناجي يحج إلى مكة. عمل أنصار الشيخ فهمي بجد خلال العقد التالي لاستعادة الأرض، وبحلول عام 2005 كانوا يزعمون أنهم حققوا توازنًا غير مستقر داخل المصلين.
في عام 2012 نصح عضو لجنة مسجد بريستون الزوجات بـ «الوفاء بحقوق» أزواجهن، من خلال مشاركته مع نساء أخريات. أفيد أن هذا الاقتراح أغضب النساء المسلمات المحليات.
في أوائل عام 2017، تم استدعاء الشرطة إلى المسجد بعد مشاجرة خطيرة بين الفصائل. أفادت الأنباء أن الصراع كان بسبب المخالفات المالية في المسجد. تم إيقاف الشيخ محمد محمود أبو عيد عن العمل.

## وصلات خارجية
- مسجد بريستون
- مسجد بريستون على فيسبوك
- المجتمع الإسلامي في فيكتوريا